# Nguyễn Văn Trường (cầu thủ bóng đá, sinh tháng 9 năm 2003)
Nguyễn Văn Trường (sinh ngày 10 tháng 9 năm 2003) là một cầu thủ bóng đá người Việt Nam hiện đang thi đấu ở vị trí tiền vệ tấn công cho câu lạc bộ Hà Nội, đội tuyển U-23 Việt Nam. và Đội tuyển bóng đá quốc gia Việt Nam

## Sự nghiệp câu lạc bộ
Tại Giải bóng đá Vô địch U-19 Quốc gia 2022, Văn Trường đã ghi một siêu phẩm ấn định tỷ số 2–1 giúp U-19 Hà Nội đánh bại U-19 Viettel trong trận chung kết, đưa Hà Nội lên ngôi vô địch ở giải đấu này.
Mùa giải 2023, Văn Trường được đôn lên đội một của Hà Nội FC. Anh được trao số áo 19, trước đó thuộc về Nguyễn Quang Hải. Ngày 13 tháng 4 năm 2023, Trường ra mắt đội bóng Thủ đô khi vào sân thay người trong trận thắng 3–0 trước Hải Phòng.

## Sự nghiệp quốc tế
Tại Cúp bóng đá U-23 châu Á 2022, Văn Trường có lần đầu tiên được triệu tập lên. Vào ngày 2 tháng 6 năm 2022, anh có trận ra mắt U-23 Việt Nam trong trận hoà 2-2 trước U-23 Thái Lan.
Tại giải U-20 châu Á 2023 tại Uzbekistan, Văn Trường đã ghi một bàn thắng từ cú đánh đầu ngược vào lưới Qatar giúp U-20 Việt Nam giành chiến thắng 2–1.

## Thống kê sự nghiệp

### Câu lạc bộ
Tính đến 4 tháng 10 năm 2024
| Hà Nội         | 2023           | V.League 1     | 9  | 0 | 1 | 0 | — | — | — | — | 10 | 0 |
| Hà Nội         | 2023-24        | V.League 1     | 23 | 0 | 2 | 0 | 2 | 0 | — | — | 27 | 0 |
| Hà Nội         | 2024-25        | V.League 1     | 3  | 0 | 0 | 0 | 0 | 0 | — | — | 3  | 0 |
| Hà Nội         | Tổng           | Tổng           | 35 | 0 | 3 | 0 | 2 | 0 | 0 | 0 | 40 | 0 |
| Tổng sự nghiệp | Tổng sự nghiệp | Tổng sự nghiệp | 35 | 0 | 3 | 0 | 2 | 0 | 0 | 0 | 40 | 0 |

### Bàn thắng quốc tế

#### U-19/U-20 Việt Nam
| #  | Ngày               | Địa điểm                                   | Đối thủ     | Tỷ số | Kết quả | Giải thi đấu                                  |
| -- | ------------------ | ------------------------------------------ | ----------- | ----- | ------- | --------------------------------------------- |
| 1. | 4 tháng 7 năm 2022 | Sân vận động GBK Madya, Jakarta, Indonesia | Philippines | 4–1   | 4–1     | Giải vô địch bóng đá U-19 Đông Nam Á 2022     |
| 2. | 5 tháng 8 năm 2022 | Sân vận động Gò Đậu, Bình Dương, Việt Nam  | Myanmar     | 1–0   | 2–0     | Giải bóng đá U-19 quốc tế báo Thanh Niên 2022 |
| 3. | 4 tháng 3 năm 2023 | Sân vận động Istiqlol, Fergana, Uzbekistan | Qatar       | 2–1   | 2–1     | Cúp bóng đá U-20 châu Á 2023                  |

## Danh hiệu

### Câu lạc bộ
U-19 Hà Nội
- Giải vô địch U-19 Quốc gia: 
  -  Vô địch (1): 2022

U-21 Hà Nội
- Giải vô địch U-21 Quốc gia:
  -  Vô địch: 2022

Hà Nội FC
- V.League 1: 
  -  Á quân (2): 2023, 2024–25
  -  Hạng 3 (1): 2023–24
- Cúp Quốc gia:
  -  Á quân (1): 2023–24

### Quốc tế
U-19 Việt Nam
- Giải vô địch bóng đá U-19 Đông Nam Á:  2022
- Giải bóng đá U-19 Quốc tế Báo Thanh niên:  2022

U-22 Việt Nam
- Đại hội Thể thao Đông Nam Á:  2023

U-23 Việt Nam
- Giải vô địch bóng đá U-23 Đông Nam Á:  2023, 2025